# مفتش عام

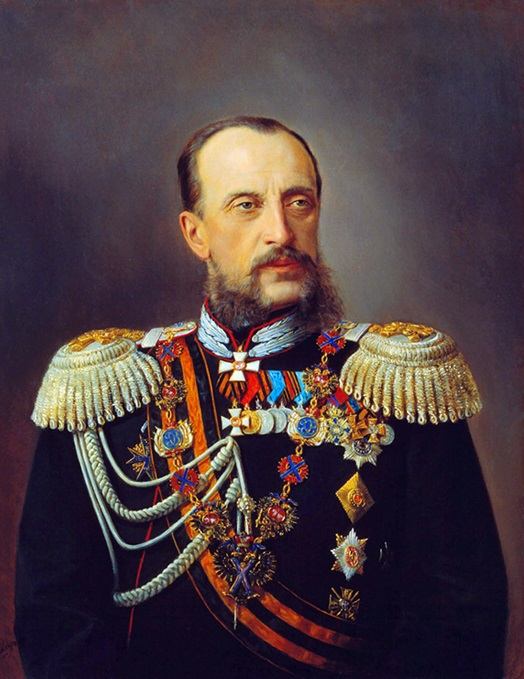

المفتش العام موظف أو مسؤول حكومي عالي المستوى مكلف بمهمة التفتيش والتقرير في إدارة مدنية أو عسكرية. ويتم اختياره بناء على نزاهته وعدالته.